# 第62回ニューヨーク映画批評家協会賞
第62回ニューヨーク映画批評家協会賞は、1996年の優秀な映画に贈られた賞である。1996年12月12日に発表され、1997年1月5日に贈られた。

## 受賞
- 作品賞:
  - 『ファーゴ』

- 主演男優賞:
  - ジェフリー・ラッシュ - 『シャイン』

- 主演女優賞:
  - エミリー・ワトソン - 『奇跡の海』

- 助演男優賞:
  - ハリー・ベラフォンテ - 『カンザス・シティ』

- 助演女優賞:
  - コートニー・ラヴ - 『ラリー・フリント』

- 監督賞:
  - ラース・フォン・トリアー - 『奇跡の海』

- 脚本賞:
  - アルバート・ブルックス、モニカ・ジョンソン - 『ミスター・コンプレックス/結婚恐怖症の男』

- 撮影賞:
  - ロビー・ミューラー - 『奇跡の海』、『デッドマン』

- 外国語映画賞:
  - 『白い風船』（ イラン）

- ドキュメンタリー賞:
  - 『モハメド・アリ かけがえのない日々』

- 新人監督賞:
  - スタンリー・トゥッチ、キャンベル・スコット - 『シェフとギャルソン、リストランテの夜』